# Lijst van schallebijters
Onderstaand een lijst van alle kevers uit de familie loopkevers en het geslacht schallebijters (Carabus).
De lijst is gebaseerd op Carabidae of the World.
Geslacht Carabus
- Ondergeslacht Acathaicus; China
  - Soort Carabus (Acathaicus) alexandrae
  - Soort Carabus (Acathaicus) interruptocostatus
- Ondergeslacht Acoptolabrus; Japan, Noord-Korea, China
  - Soort Carabus (Acoptolabrus) changeonleei
  - Soort Carabus (Acoptolabrus) constricticollis
  - Soort Carabus (Acoptolabrus) gehinii
  - Soort Carabus (Acoptolabrus) leechi
  - Soort Carabus (Acoptolabrus) lopatini
  - Soort Carabus (Acoptolabrus) mirabilissimus
  - Soort Carabus (Acoptolabrus) schrencki
- Ondergeslacht Acrocarabus; Kazachstan
  - Soort Carabus (Acrocarabus) callisthenoides
  - Soort Carabus (Acrocarabus) guerini
- Ondergeslacht Alipaster; China
  - Soort Carabus (Alipaster) barovskii
  - Soort Carabus (Alipaster) infantulus
  - Soort Carabus (Alipaster) pauliani
  - Soort Carabus (Alipaster) pupulus
  - Soort Carabus (Alipaster) rueckbeili
  - Soort Carabus (Alipaster) shirtalensis
  - Soort Carabus (Alipaster) thianshanskii
  - Soort Carabus (Alipaster) tianshanicola
- Ondergeslacht Apoplesius; Turkije
  - Soort Carabus (Apoplesius) deuvei
  - Soort Carabus (Apoplesius) legrandi
  - Soort Carabus (Apoplesius) omphreodes
  - Soort Carabus (Apoplesius) pseudodepressus
- Ondergeslacht Apotomopterus; China
  - Soort Carabus (Apotomopterus) achilleanus
  - Soort Carabus (Apotomopterus) adolescens
  - Soort Carabus (Apotomopterus) aeneocupreus
  - Soort Carabus (Apotomopterus) ajax
  - Soort Carabus (Apotomopterus) angermaieri
  - Soort Carabus (Apotomopterus) anlongensis
  - Soort Carabus (Apotomopterus) antoniettae
  - Soort Carabus (Apotomopterus) anxiensis
  - Soort Carabus (Apotomopterus) arrowi
  - Soort Carabus (Apotomopterus) benardi
  - Soort Carabus (Apotomopterus) birmanus
  - Soort Carabus (Apotomopterus) boulbenianus
  - Soort Carabus (Apotomopterus) bousquetellus
  - Soort Carabus (Apotomopterus) breuningianus
  - Soort Carabus (Apotomopterus) cantonensis
  - Soort Carabus (Apotomopterus) casaleianus
  - Soort Carabus (Apotomopterus) cavazzutiellus
  - Soort Carabus (Apotomopterus) cenwangensis
  - Soort Carabus (Apotomopterus) chadianus
  - Soort Carabus (Apotomopterus) cheni
  - Soort Carabus (Apotomopterus) chenianus
  - Soort Carabus (Apotomopterus) circe
  - Soort Carabus (Apotomopterus) clermontianus
  - Soort Carabus (Apotomopterus) cyanipennis
  - Soort Carabus (Apotomopterus) dabamontanus
  - Soort Carabus (Apotomopterus) datianshanicus
  - Soort Carabus (Apotomopterus) davidioides
  - Soort Carabus (Apotomopterus) davidis
  - Soort Carabus (Apotomopterus) dechambreianus
  - Soort Carabus (Apotomopterus) delavayi
  - Soort Carabus (Apotomopterus) eccoptopterus
  - Soort Carabus (Apotomopterus) elliptipennis
  - Soort Carabus (Apotomopterus) fallettiellus
  - Soort Carabus (Apotomopterus) fanjinensis
  - Soort Carabus (Apotomopterus) feae
  - Soort Carabus (Apotomopterus) fushuangensis
  - Soort Carabus (Apotomopterus) gracilithorax
  - Soort Carabus (Apotomopterus) grossefoveatus
  - Soort Carabus (Apotomopterus) guangxicus
  - Soort Carabus (Apotomopterus) guibeicus
  - Soort Carabus (Apotomopterus) guizhouensis
  - Soort Carabus (Apotomopterus) guzhangensis
  - Soort Carabus (Apotomopterus) hera
  - Soort Carabus (Apotomopterus) hiekeianus
  - Soort Carabus (Apotomopterus) huangianus
  - Soort Carabus (Apotomopterus) hubeicus
  - Soort Carabus (Apotomopterus) ichangensis
  - Soort Carabus (Apotomopterus) inagakii
  - Soort Carabus (Apotomopterus) infirmior
  - Soort Carabus (Apotomopterus) inventoides
  - Soort Carabus (Apotomopterus) inventus
  - Soort Carabus (Apotomopterus) jingzhongensis
  - Soort Carabus (Apotomopterus) kafka
  - Soort Carabus (Apotomopterus) keithi
  - Soort Carabus (Apotomopterus) koiwayai
  - Soort Carabus (Apotomopterus) korellianus
  - Soort Carabus (Apotomopterus) kouanping
  - Soort Carabus (Apotomopterus) kouichii
  - Soort Carabus (Apotomopterus) kryzhanovskianus
  - Soort Carabus (Apotomopterus) lamarcki
  - Soort Carabus (Apotomopterus) lambrechti
  - Soort Carabus (Apotomopterus) laoshanicus
  - Soort Carabus (Apotomopterus) leda
  - Soort Carabus (Apotomopterus) lizizhongi
  - Soort Carabus (Apotomopterus) longeantennatus
  - Soort Carabus (Apotomopterus) ludivinae
  - Soort Carabus (Apotomopterus) luschanensis
  - Soort Carabus (Apotomopterus) madefactus
  - Soort Carabus (Apotomopterus) malaisei
  - Soort Carabus (Apotomopterus) maoershanicus
  - Soort Carabus (Apotomopterus) masuzoi
  - Soort Carabus (Apotomopterus) mecynodes
  - Soort Carabus (Apotomopterus) melli
  - Soort Carabus (Apotomopterus) menelaus
  - Soort Carabus (Apotomopterus) microtatos
  - Soort Carabus (Apotomopterus) ngi
  - Soort Carabus (Apotomopterus) novenumus
  - Soort Carabus (Apotomopterus) odysseus
  - Soort Carabus (Apotomopterus) pangi
  - Soort Carabus (Apotomopterus) penelope
  - Soort Carabus (Apotomopterus) pineticola
  - Soort Carabus (Apotomopterus) polemistes
  - Soort Carabus (Apotomopterus) prattianus
  - Soort Carabus (Apotomopterus) prodigus
  - Soort Carabus (Apotomopterus) protenes
  - Soort Carabus (Apotomopterus) pseudocenwangensis
  - Soort Carabus (Apotomopterus) pseudoguizhouensis
  - Soort Carabus (Apotomopterus) pseudotorquatus
  - Soort Carabus (Apotomopterus) rapuzzi
  - Soort Carabus (Apotomopterus) roxane
  - Soort Carabus (Apotomopterus) saga
  - Soort Carabus (Apotomopterus) sauteri
  - Soort Carabus (Apotomopterus) schuetzei
  - Soort Carabus (Apotomopterus) shun
  - Soort Carabus (Apotomopterus) skyaphilus
  - Soort Carabus (Apotomopterus) solidior
  - Soort Carabus (Apotomopterus) songshanicus
  - Soort Carabus (Apotomopterus) tanakaianus
  - Soort Carabus (Apotomopterus) telemachus
  - Soort Carabus (Apotomopterus) tengchongicola
  - Soort Carabus (Apotomopterus) thilliezi
  - Soort Carabus (Apotomopterus) thoraciculus
  - Soort Carabus (Apotomopterus) tibeticus
  - Soort Carabus (Apotomopterus) tientei
  - Soort Carabus (Apotomopterus) tonkinensis
  - Soort Carabus (Apotomopterus) torquatus
  - Soort Carabus (Apotomopterus) toulgoeti
  - Soort Carabus (Apotomopterus) tuxeni
  - Soort Carabus (Apotomopterus) vitalisi
  - Soort Carabus (Apotomopterus) vogtae
  - Soort Carabus (Apotomopterus) wangziensis
  - Soort Carabus (Apotomopterus) wumingensis
  - Soort Carabus (Apotomopterus) xianhensis
  - Soort Carabus (Apotomopterus) xiaoxiangensis
  - Soort Carabus (Apotomopterus) yaophilus
  - Soort Carabus (Apotomopterus) yinjiangicus
  - Soort Carabus (Apotomopterus) yuae
  - Soort Carabus (Apotomopterus) yuanbaoensis
  - Soort Carabus (Apotomopterus) yuanshanensis
  - Soort Carabus (Apotomopterus) yunanensis
  - Soort Carabus (Apotomopterus) yundongbeicus
  - Soort Carabus (Apotomopterus) yunlingensis
  - Soort Carabus (Apotomopterus) yunnanicola
  - Soort Carabus (Apotomopterus) zengae
- Ondergeslacht Archicarabus; Grote delen van Europa
  - Soort Carabus (Archicarabus) alysidotus
  - Soort Carabus (Archicarabus) gotschi
  - Soort Carabus (Archicarabus) monticola
  - Soort Carabus (Archicarabus) montivagus
  - Soort Carabus (Archicarabus) nemoralis
  - Soort Carabus (Archicarabus) phoenix
  - Soort Carabus (Archicarabus) pseudomonticola
  - Soort Carabus (Archicarabus) rossii
  - Soort Carabus (Archicarabus) steuartii
  - Soort Carabus (Archicarabus) victor
- Ondergeslacht Archiplectes; Rusland en Georgië
  - Soort Carabus (Archiplectes) apollo
  - Soort Carabus (Archiplectes) compressus
  - Soort Carabus (Archiplectes) daphnis
  - Soort Carabus (Archiplectes) edithae
  - Soort Carabus (Archiplectes) ibericus
  - Soort Carabus (Archiplectes) jason
  - Soort Carabus (Archiplectes) juenthneri
  - Soort Carabus (Archiplectes) koltzei
  - Soort Carabus (Archiplectes) komarowi
  - Soort Carabus (Archiplectes) kratkyi
  - Soort Carabus (Archiplectes) lailensis
  - Soort Carabus (Archiplectes) mellyi
  - Soort Carabus (Archiplectes) plasoni
  - Soort Carabus (Archiplectes) polychrous
  - Soort Carabus (Archiplectes) prometheus
  - Soort Carabus (Archiplectes) protensus
  - Soort Carabus (Archiplectes) reitteri
  - Soort Carabus (Archiplectes) satyrus
  - Soort Carabus (Archiplectes) shtchurovi
  - Soort Carabus (Archiplectes) starcki
  - Soort Carabus (Archiplectes) starckianus
- Ondergeslacht Aristocarabus; China
  - Soort Carabus (Aristocarabus) viridifossulatus
- Ondergeslacht Aulonocarabus; Rusland, Japan, Noord-Korea en Noord-Amerika; Verenigde Staten en Canada
  - Soort Carabus (Aulonocarabus) canaliculatus
  - Soort Carabus (Aulonocarabus) careniger
  - Soort Carabus (Aulonocarabus) gaschkewitschi
  - Soort Carabus (Aulonocarabus) gossarei
  - Soort Carabus (Aulonocarabus) kabakovi
  - Soort Carabus (Aulonocarabus) kolymensis
  - Soort Carabus (Aulonocarabus) kurilensis
  - Soort Carabus (Aulonocarabus) mongoliensis
  - Soort Carabus (Aulonocarabus) mouthiezianus
  - Soort Carabus (Aulonocarabus) nangnimicus
  - Soort Carabus (Aulonocarabus) pseudokoreanus
  - Soort Carabus (Aulonocarabus) pukwonensis
  - Soort Carabus (Aulonocarabus) truncaticollis
- Ondergeslacht Axinocarabus; Afghanistan, Turkmenistan, Oezbekistan
  - Soort Carabus (Axinocarabus) fedtschenkoi
- Ondergeslacht Calocarabus; China
  - Soort Carabus (Calocarabus) aristochroides
  - Soort Carabus (Calocarabus) benpo
  - Soort Carabus (Calocarabus) deuveianus
  - Soort Carabus (Calocarabus) dietererberi
  - Soort Carabus (Calocarabus) gologensis
  - Soort Carabus (Calocarabus) gratus
  - Soort Carabus (Calocarabus) guinanensis
  - Soort Carabus (Calocarabus) janatai
  - Soort Carabus (Calocarabus) juengerianus
  - Soort Carabus (Calocarabus) linxiaensis
  - Soort Carabus (Calocarabus) luzeicola
  - Soort Carabus (Calocarabus) mandarin
  - Soort Carabus (Calocarabus) pingpong
  - Soort Carabus (Calocarabus) przewalskii
  - Soort Carabus (Calocarabus) sementivus
  - Soort Carabus (Calocarabus) trichothorax
  - Soort Carabus (Calocarabus) turnaianus
- Ondergeslacht Carabus; Grote delen van Europa
  - Soort Carabus (Carabus) agamemnon
  - Soort Carabus (Carabus) andreiianus
  - Soort Carabus (Carabus) anhuinus
  - Soort Carabus (Carabus) arvensis
  - Soort Carabus (Carabus) baimanorum
  - Soort Carabus (Carabus) battoniensis
  - Soort Carabus (Carabus) bornianus
  - Soort Carabus (Carabus) camilloi
  - Soort Carabus (Carabus) dongchuanicus
  - Soort Carabus (Carabus) dreuxioides
  - Soort Carabus (Carabus) emanuelei
  - Soort Carabus (Carabus) fontellus
  - Soort Carabus (Carabus) granulatus
  - Soort Carabus (Carabus) gressittianus
  - Soort Carabus (Carabus) jinnanicus
  - Soort Carabus (Carabus) koidei
  - Soort Carabus (Carabus) kucerai
  - Soort Carabus (Carabus) kweitshauensis
  - Soort Carabus (Carabus) latipennis
  - Soort Carabus (Carabus) limbatus
  - Soort Carabus (Carabus) ludingensis
  - Soort Carabus (Carabus) maowenensis
  - Soort Carabus (Carabus) menetriesi
  - Soort Carabus (Carabus) mianningensis
  - Soort Carabus (Carabus) mirandus
  - Soort Carabus (Carabus) morphocaraboides
  - Soort Carabus (Carabus) nanosomus
  - Soort Carabus (Carabus) nestor
  - Soort Carabus (Carabus) oblongior
  - Soort Carabus (Carabus) ohomopteroides
  - Soort Carabus (Carabus) paris
  - Soort Carabus (Carabus) pseudolatipennis
  - Soort Carabus (Carabus) relictus
  - Soort Carabus (Carabus) sculpturatus
  - Soort Carabus (Carabus) shamaevi
  - Soort Carabus (Carabus) stscheglowi
  - Soort Carabus (Carabus) tianbaoshan
  - Soort Carabus (Carabus) tieguanzi
  - Soort Carabus (Carabus) vanvolxemi
  - Soort Carabus (Carabus) vigil
  - Soort Carabus (Carabus) vigilax
  - Soort Carabus (Carabus) vinctus
  - Soort Carabus (Carabus) wutaishanicus
  - Soort Carabus (Carabus) xupuensis
  - Soort Carabus (Carabus) yunnanus
- Ondergeslacht Carpatophilus; midden en oostelijk Europa
  - Soort Carabus (Carpatophilus) linnaei
- Ondergeslacht Cathaicus; China
  - Soort Carabus (Cathaicus) brandti
- Ondergeslacht Cathoplius; Mongolië
  - Soort Carabus (Cathoplius) asperatus
- Ondergeslacht Cavazzutiocarabus; Italië, Zwitserland
  - Soort Carabus (Cavazzutiocarabus) latreilleanus
- Ondergeslacht Cechenochilus; OostelijkEuropa
  - Soort Carabus (Cechenochilus) boeberi
  - Soort Carabus (Cechenochilus) lazorum
- Ondergeslacht Cechenotribax; Centraal Azië
  - Soort Carabus (Cechenotribax) petri
- Ondergeslacht Cephalornis; China
  - Soort Carabus (Cephalornis) potanini
- Ondergeslacht Chaetocarabus; Grote delen van Europa
  - Soort Carabus (Chaetocarabus) arcadicus
  - Soort Carabus (Chaetocarabus) intricatus
- Ondergeslacht Chrysocarabus; Grote delen van Europa
  - Soort Carabus (Chrysocarabus) auronitens
  - Soort Carabus (Chrysocarabus) lineatus
  - Soort Carabus (Chrysocarabus) olympiae
  - Soort Carabus (Chrysocarabus) solieri
  - Soort Carabus (Chrysocarabus) splendens
- Ondergeslacht Chrysotribax; Frankrijk, Spanje
  - Soort Carabus (Chrysotribax) hispanus
  - Soort Carabus (Chrysotribax) rutilans
- Ondergeslacht Coptolabrodes; China
  - Soort Carabus (Coptolabrodes) haeckeli
- Ondergeslacht Coptolabrus; China, Japan, delen van Azië
  - Soort Carabus (Coptolabrus) augustus
  - Soort Carabus (Coptolabrus) elysii
  - Soort Carabus (Coptolabrus) formosus
  - Soort Carabus (Coptolabrus) fruhstorferi
  - Soort Carabus (Coptolabrus) gemmifer
  - Soort Carabus (Coptolabrus) ignimitella
  - Soort Carabus (Coptolabrus) ishizukai
  - Soort Carabus (Coptolabrus) jankowskii
  - Soort Carabus (Coptolabrus) kubani
  - Soort Carabus (Coptolabrus) lafossei
  - Soort Carabus (Coptolabrus) nankotaizanus
  - Soort Carabus (Coptolabrus) principalis
  - Soort Carabus (Coptolabrus) pustuliferH
  - Soort Carabus (Coptolabrus) smaragdinus
- Ondergeslacht Cratocarabus; China, Kazachstan
  - Soort Carabus (Cratocarabus) gorodinskii
  - Soort Carabus (Cratocarabus) kryzhanovskii
  - Soort Carabus (Cratocarabus) puer
- Ondergeslacht Cratocechenus; China, Kazachstan
  - Soort Carabus (Cratocechenus) akinini
  - Soort Carabus (Cratocechenus) jacobsoni
  - Soort Carabus (Cratocechenus) ovtchinnikovi
  - Soort Carabus (Cratocechenus) redikortzewi
  - Soort Carabus (Cratocechenus) tshistjakovae
  - Soort Carabus (Cratocechenus) znojkoi
- Ondergeslacht Cratocephalus; China, Kazachstan
  - Soort Carabus (Cratocephalus) balassogloi
  - Soort Carabus (Cratocephalus) chan
  - Soort Carabus (Cratocephalus) cicatricosus
  - Soort Carabus (Cratocephalus) corrugis
  - Soort Carabus (Cratocephalus) narynensis
  - Soort Carabus (Cratocephalus) solskyi
- Ondergeslacht Cratophyrtus; Kazachstan, Oezbekistan
  - Soort Carabus (Cratophyrtus) hauseri
  - Soort Carabus (Cratophyrtus) katajevi
  - Soort Carabus (Cratophyrtus) kaufmanni
  - Soort Carabus (Cratophyrtus) nikolajevi
  - Soort Carabus (Cratophyrtus) turcosinensis
- Ondergeslacht Cryptocarabus; China, Kazachstan
  - Soort Carabus (Cryptocarabus) iliensis
  - Soort Carabus (Cryptocarabus) kadyrbekovi
  - Soort Carabus (Cryptocarabus) lindemanni
  - Soort Carabus (Cryptocarabus) merkensis
  - Soort Carabus (Cryptocarabus) mullerellus
  - Soort Carabus (Cryptocarabus) munganasti
  - Soort Carabus (Cryptocarabus) sacarum
  - Soort Carabus (Cryptocarabus) sororius
  - Soort Carabus (Cryptocarabus) subparallelus
  - Soort Carabus (Cryptocarabus) tsharynensis
  - Soort Carabus (Cryptocarabus) turkestanus
- Ondergeslacht Cryptocechenus; China
  - Soort Carabus (Cryptocechenus) kalabi
  - Soort Carabus (Cryptocechenus) sifanicus
- Ondergeslacht Ctenocarabus; Portugal, Frankrijk, Spanje
  - Soort Carabus (Ctenocarabus) galicianus
  - Soort Carabus (Ctenocarabus) melancholicus
- Ondergeslacht Cupreocarabus; China
  - Soort Carabus (Cupreocarabus) balangicus
  - Soort Carabus (Cupreocarabus) brezinai
  - Soort Carabus (Cupreocarabus) drahoslavae
  - Soort Carabus (Cupreocarabus) huangi
  - Soort Carabus (Cupreocarabus) kangdingi
  - Soort Carabus (Cupreocarabus) laevithorax
  - Soort Carabus (Cupreocarabus) lixianensis
  - Soort Carabus (Cupreocarabus) melii
  - Soort Carabus (Cupreocarabus) miroslavi
  - Soort Carabus (Cupreocarabus) saueri
  - Soort Carabus (Cupreocarabus) siguniangensis
- Ondergeslacht Cychrostomus; China
  - Soort Carabus (Cychrostomus) anchocephalus
  - Soort Carabus (Cychrostomus) pseudoprosodes
- Ondergeslacht Cyclocarabus; Kazachstan, Oezbekistan
  - Soort Carabus (Cyclocarabus) aulacocnemus
  - Soort Carabus (Cyclocarabus) belousovi
  - Soort Carabus (Cyclocarabus) brosciformis
  - Soort Carabus (Cyclocarabus) karaterekensis
  - Soort Carabus (Cyclocarabus) mniszechi
  - Soort Carabus (Cyclocarabus) namanganensis
  - Soort Carabus (Cyclocarabus) pseudolamprostus
  - Soort Carabus (Cyclocarabus) pskemicus
  - Soort Carabus (Cyclocarabus) pullus
  - Soort Carabus (Cyclocarabus) zarudnyi
- Ondergeslacht Cytilocarabus; Iran, Turkmenistan, Rusland
  - Soort Carabus (Cytilocarabus) cribratus
  - Soort Carabus (Cytilocarabus) gemellatus
- Ondergeslacht Damaster; Rusland, Japan
  - Soort Carabus (Damaster) blaptoides
- Ondergeslacht Deroplectes; Tadzjikistan, Oezbekistan
  - Soort Carabus (Deroplectes) arcanus
  - Soort Carabus (Deroplectes) dokhtouroffi
  - Soort Carabus (Deroplectes) klapperichianus
  - Soort Carabus (Deroplectes) sphinx
  - Soort Carabus (Deroplectes) staudingeri
- Ondergeslacht Diocarabus; Grote delen van Azië
  - Soort Carabus (Diocarabus) aurocinctus
  - Soort Carabus (Diocarabus) bargusinensis
  - Soort Carabus (Diocarabus) beybienkoi
  - Soort Carabus (Diocarabus) caustomarginatus
  - Soort Carabus (Diocarabus) chamissonis
  - Soort Carabus (Diocarabus) dorogostaiskii
  - Soort Carabus (Diocarabus) fraterculus
  - Soort Carabus (Diocarabus) harmandi
  - Soort Carabus (Diocarabus) loschnikovi
  - Soort Carabus (Diocarabus) lucepunctus
  - Soort Carabus (Diocarabus) massagetus
  - Soort Carabus (Diocarabus) opaculus
  - Soort Carabus (Diocarabus) shaanxiensis
  - Soort Carabus (Diocarabus) slovtzovi
- Ondergeslacht Eccoptolabrus; China
  - Soort Carabus (Eccoptolabrus) exiguus
- Ondergeslacht Eocechenus; China
  - Soort Carabus (Eocechenus) ditomoides
  - Soort Carabus (Eocechenus) kaznakovi
  - Soort Carabus (Eocechenus) kozloviellus
  - Soort Carabus (Eocechenus) leptoplesioides
  - Soort Carabus (Eocechenus) mouthiezianoides
  - Soort Carabus (Eocechenus) noctivagus
  - Soort Carabus (Eocechenus) takashimai
  - Soort Carabus (Eocechenus) yushuensis
- Ondergeslacht Eotribax; China, Kazachstan
  - Soort Carabus (Eotribax) dzhungaricola
  - Soort Carabus (Eotribax) eokirgisicus
  - Soort Carabus (Eotribax) eous
  - Soort Carabus (Eotribax) foreli
  - Soort Carabus (Eotribax) hiekei
  - Soort Carabus (Eotribax) karkarensis
  - Soort Carabus (Eotribax) khalyktauensis
  - Soort Carabus (Eotribax) malkovskyi
  - Soort Carabus (Eotribax) manap
  - Soort Carabus (Eotribax) semenovianus
  - Soort Carabus (Eotribax) valikhanovi
- Ondergeslacht Eucarabus; Grote delen van Europa
  - Soort Carabus (Eucarabus) catenulatus
  - Soort Carabus (Eucarabus) cumanus
  - Soort Carabus (Eucarabus) italicus
  - Soort Carabus (Eucarabus) obsoletus
  - Soort Carabus (Eucarabus) parreyssi
  - Soort Carabus (Eucarabus) ulrichii
- Ondergeslacht Euleptocarabus; Japan
  - Soort Carabus (Euleptocarabus) porrecticollis
- Ondergeslacht Eupachys; China, Rusland, Mongolië
  - Soort Carabus (Eupachys) acutithorax
  - Soort Carabus (Eupachys) glyptopterus
- Ondergeslacht Eurycarabus; zuidelijk Europa
  - Soort Carabus (Eurycarabus) famini
  - Soort Carabus (Eurycarabus) genei
- Ondergeslacht Fulgenticarabus; China, Noord-Korea
  - Soort Carabus (Fulgenticarabus) flutschi
- Ondergeslacht Gnathocarabus; Iran
  - Soort Carabus (Gnathocarabus) kusnetzovi
- Ondergeslacht Goniocarabus; Tadzjikistan
  - Soort Carabus (Goniocarabus) caerulans
  - Soort Carabus (Goniocarabus) grombczewskii
  - Soort Carabus (Goniocarabus) gussakovskii
  - Soort Carabus (Goniocarabus) perelloi
  - Soort Carabus (Goniocarabus) sogdianus
  - Soort Carabus (Goniocarabus) stackelbergi
  - Soort Carabus (Goniocarabus) tadzhikistanus
- Ondergeslacht Hemicarabus Grote delen van Europa, Azië, Verenigde Staten, Canada
  - Soort Carabus (Hemicarabus) macleayi
  - Soort Carabus (Hemicarabus) nitens
  - Soort Carabus (Hemicarabus) serratus
  - Soort Carabus (Hemicarabus) tuberculosus
- Ondergeslacht Heterocarabus; Bulgarije, Turkije
  - Soort Carabus (Heterocarabus) marietti
- Ondergeslacht Homoeocarabus; delen van Azië
  - Soort Carabus (Homoeocarabus) maeander
- Ondergeslacht Hygrocarabus; Zuidelijk en Oostelijk Europa
  - Soort Carabus (Hygrocarabus) variolosus
- Ondergeslacht Hypsocarabus; China
  - Soort Carabus (Hypsocarabus) laotse
  - Soort Carabus (Hypsocarabus) latro
  - Soort Carabus (Hypsocarabus) longiusculus
  - Soort Carabus (Hypsocarabus) mikhaili
  - Soort Carabus (Hypsocarabus) qinlingensis
  - Soort Carabus (Hypsocarabus) taibaiensis
  - Soort Carabus (Hypsocarabus) tewoensis
- Ondergeslacht Imaibiodes; China
  - Soort Carabus (Imaibiodes) businskyi
- Ondergeslacht Imaibius; Westelijk Azië
  - Soort Carabus (Imaibius) anami
  - Soort Carabus (Imaibius) baronii
  - Soort Carabus (Imaibius) barysomus
  - Soort Carabus (Imaibius) boysi
  - Soort Carabus (Imaibius) caschmirensis
  - Soort Carabus (Imaibius) cavifrons
  - Soort Carabus (Imaibius) dardiellus
  - Soort Carabus (Imaibius) epipleuralis
  - Soort Carabus (Imaibius) erberi
  - Soort Carabus (Imaibius) gandharae
  - Soort Carabus (Imaibius) gridellii
  - Soort Carabus (Imaibius) isabellae
  - Soort Carabus (Imaibius) kaghanensis
  - Soort Carabus (Imaibius) leepai
  - Soort Carabus (Imaibius) nouristani
  - Soort Carabus (Imaibius) pachtoun
  - Soort Carabus (Imaibius) piffli
  - Soort Carabus (Imaibius) reuteri
  - Soort Carabus (Imaibius) rostianus
  - Soort Carabus (Imaibius) stoliczkanus
  - Soort Carabus (Imaibius) wittmerorum
- Ondergeslacht Iniopachus; Spanje
  - Soort Carabus (Iniopachus) auriculatus
  - Soort Carabus (Iniopachus) pyrenaeus
- Ondergeslacht Ischnocarabus; Turkmenistan
  - Soort Carabus (Ischnocarabus) cychropalpus
  - Soort Carabus (Ischnocarabus) tenuitarsis
- Ondergeslacht Isiocarabus; China
  - Soort Carabus (Isiocarabus) dargei
  - Soort Carabus (Isiocarabus) fiduciarius
  - Soort Carabus (Isiocarabus) hienfoungi
  - Soort Carabus (Isiocarabus) hunanicola
  - Soort Carabus (Isiocarabus) kiukiangensis
  - Soort Carabus (Isiocarabus) miaorum
  - Soort Carabus (Isiocarabus) pustululatus
  - Soort Carabus (Isiocarabus) strandiellus
- Ondergeslacht Lamprostus; Grote delen van Azië
  - Soort Carabus (Lamprostus) calleyi
  - Soort Carabus (Lamprostus) cylindricus
  - Soort Carabus (Lamprostus) erenleriensis
  - Soort Carabus (Lamprostus) guycolasianus
  - Soort Carabus (Lamprostus) hemprichi
  - Soort Carabus (Lamprostus) ledouxi
  - Soort Carabus (Lamprostus) punctatus
  - Soort Carabus (Lamprostus) robustus
  - Soort Carabus (Lamprostus) rostandianus
  - Soort Carabus (Lamprostus) saulcyi
  - Soort Carabus (Lamprostus) seroulikbin
  - Soort Carabus (Lamprostus) syrus
  - Soort Carabus (Lamprostus) torosus
- Ondergeslacht Lasiocoptolabrus; China
  - Soort Carabus (Lasiocoptolabrus) sunwukong
- Ondergeslacht Leptocarabus; Japan, China, Noord-Korea
  - Soort Carabus (Leptocarabus) arboreus
  - Soort Carabus (Leptocarabus) hiurai
  - Soort Carabus (Leptocarabus) koreanus
  - Soort Carabus (Leptocarabus) kumagai
  - Soort Carabus (Leptocarabus) kyushuensis
  - Soort Carabus (Leptocarabus) procerulus
  - Soort Carabus (Leptocarabus) seishinensis
  - Soort Carabus (Leptocarabus) semiopacus
  - Soort Carabus (Leptocarabus) vogtianus
  - Soort Carabus (Leptocarabus) yokoae
- Ondergeslacht Leptoplesius; China, Kiribati
  - Soort Carabus (Leptoplesius) dolini
  - Soort Carabus (Leptoplesius) dolonicus
  - Soort Carabus (Leptoplesius) itshkibashi
  - Soort Carabus (Leptoplesius) kleinfeldorum
  - Soort Carabus (Leptoplesius) marquardti
  - Soort Carabus (Leptoplesius) merzbacheri
  - Soort Carabus (Leptoplesius) shokalskii
  - Soort Carabus (Leptoplesius) subtilistriatus
- Ondergeslacht Lichnocarabus; Canada, Verenigde Staten
  - Soort Carabus (Lichnocarabus) limbatus
  - Soort Carabus (Lichnocarabus) vinctus
- Ondergeslacht Limnocarabus; Grote delen van Europa tot in Azië
  - Soort Carabus (Limnocarabus) clathratus
- Ondergeslacht Lipaster Oostelijk Azië
  - Soort Carabus (Lipaster) stjernvalli
- Ondergeslacht Macrothorax; Zuidelijk Europa
  - Soort Carabus (Macrothorax) aumonti
  - Soort Carabus (Macrothorax) morbillosus
  - Soort Carabus (Macrothorax) planatus
  - Soort Carabus (Macrothorax) rugosus
- Ondergeslacht Meganebrius Nepal
  - Soort Carabus (Meganebrius) alanstivelli
  - Soort Carabus (Meganebrius) arunensis
  - Soort Carabus (Meganebrius) deliae
  - Soort Carabus (Meganebrius) dilatotarsalis
  - Soort Carabus (Meganebrius) epsteini
  - Soort Carabus (Meganebrius) everesti
  - Soort Carabus (Meganebrius) franzi
  - Soort Carabus (Meganebrius) granulatocostatus
  - Soort Carabus (Meganebrius) indicus
  - Soort Carabus (Meganebrius) kadoudali
  - Soort Carabus (Meganebrius) koganae
  - Soort Carabus (Meganebrius) lebretae
  - Soort Carabus (Meganebrius) montreuili
  - Soort Carabus (Meganebrius) pseudoharmandi
  - Soort Carabus (Meganebrius) queinneci
  - Soort Carabus (Meganebrius) quinlani
  - Soort Carabus (Meganebrius) salpansis
  - Soort Carabus (Meganebrius) scheibei
  - Soort Carabus (Meganebrius) tamang
  - Soort Carabus (Meganebrius) tuberculipennis
  - Soort Carabus (Meganebrius) wallichi
- Ondergeslacht Megodontoides China
  - Soort Carabus (Megodontoides) erwini
  - Soort Carabus (Megodontoides) promachus
  - Soort Carabus (Megodontoides) qiangding
  - Soort Carabus (Megodontoides) thibetanus
- Ondergeslacht Megodontus; Grote delen van Europa en Azië
  - Soort Carabus (Megodontus) avinovi
  - Soort Carabus (Megodontus) bonvouloiri
  - Soort Carabus (Megodontus) caelatus
  - Soort Carabus (Megodontus) croaticus
  - Soort Carabus (Megodontus) danilevskii
  - Soort Carabus (Megodontus) ermaki
  - Soort Carabus (Megodontus) exaratus
  - Soort Carabus (Megodontus) gyllenhali
  - Soort Carabus (Megodontus) imperialis
  - Soort Carabus (Megodontus) kolbei
  - Soort Carabus (Megodontus) leachi
  - Soort Carabus (Megodontus) obovatus
  - Soort Carabus (Megodontus) persianus
  - Soort Carabus (Megodontus) planicollis
  - Soort Carabus (Megodontus) schoenherri
  - Soort Carabus (Megodontus) septemcarinatus
  - Soort Carabus (Megodontus) stroganowi
  - Soort Carabus (Megodontus) tuvensis
  - Soort Carabus (Megodontus) vietinghoffi
  - Soort Carabus (Megodontus) violaceus
- Ondergeslacht Mesocarabus; Grote delen van Europa
  - Soort Carabus (Mesocarabus) cantabricus
  - Soort Carabus (Mesocarabus) dufouri
  - Soort Carabus (Mesocarabus) latus
  - Soort Carabus (Mesocarabus) lusitanicus
  - Soort Carabus (Mesocarabus) macrocephalus
  - Soort Carabus (Mesocarabus) problematicus
  - Soort Carabus (Mesocarabus) riffensis
- Ondergeslacht Microplectes Rusland
  - Soort Carabus (Microplectes) convallium
  - Soort Carabus (Microplectes) riedeli
- Ondergeslacht Microtribax; Rusland, Georgië
  - Soort Carabus (Microtribax) kasakorum
  - Soort Carabus (Microtribax) lederi
  - Soort Carabus (Microtribax) nothus
- Ondergeslacht Mimocarabus Azië
  - Soort Carabus (Mimocarabus) elbursensis
  - Soort Carabus (Mimocarabus) khorasanensis
  - Soort Carabus (Mimocarabus) maurus
  - Soort Carabus (Mimocarabus) pumilio
  - Soort Carabus (Mimocarabus) roseni
- Ondergeslacht Morphocarabus; Grote delen van Europa en Azië
  - Soort Carabus (Morphocarabus) aeruginosus
  - Soort Carabus (Morphocarabus) chaudoiri
  - Soort Carabus (Morphocarabus) excellens
  - Soort Carabus (Morphocarabus) gebleri
  - Soort Carabus (Morphocarabus) henningi
  - Soort Carabus (Morphocarabus) hummeli
  - Soort Carabus (Morphocarabus) karpinskii
  - Soort Carabus (Morphocarabus) kollari
  - Soort Carabus (Morphocarabus) kozhantschikovi
  - Soort Carabus (Morphocarabus) mestscherjakovi
  - Soort Carabus (Morphocarabus) michailovi
  - Soort Carabus (Morphocarabus) monilis
  - Soort Carabus (Morphocarabus) odoratus
  - Soort Carabus (Morphocarabus) praecellens
  - Soort Carabus (Morphocarabus) regalis
  - Soort Carabus (Morphocarabus) rothi
  - Soort Carabus (Morphocarabus) scheidleri
  - Soort Carabus (Morphocarabus) spasskianus
  - Soort Carabus (Morphocarabus) tarbagataicus
  - Soort Carabus (Morphocarabus) venustus
  - Soort Carabus (Morphocarabus) versicolor
  - Soort Carabus (Morphocarabus) wulffiusi
  - Soort Carabus (Morphocarabus) zawadzkii
  - Soort Carabus (Morphocarabus) zhubajie
- Ondergeslacht Neocarabus; Canada, Verenigde Staten
  - Soort Carabus (Neocarabus) taedatus
- Ondergeslacht Neoplectes; Georgië
  - Soort Carabus (Neoplectes) ibericus
  - Soort Carabus (Neoplectes) mellyi
- Ondergeslacht Neoplesius; China
  - Soort Carabus (Neoplesius) alpherakii
  - Soort Carabus (Neoplesius) borodini
  - Soort Carabus (Neoplesius) bruggeianus
  - Soort Carabus (Neoplesius) caelestinus
  - Soort Carabus (Neoplesius) chomae
  - Soort Carabus (Neoplesius) danae
  - Soort Carabus (Neoplesius) draco
  - Soort Carabus (Neoplesius) hengduanicola
  - Soort Carabus (Neoplesius) hummelioides
  - Soort Carabus (Neoplesius) jiudingensis
  - Soort Carabus (Neoplesius) kamensis
  - Soort Carabus (Neoplesius) lama
  - Soort Carabus (Neoplesius) nanschanicus
  - Soort Carabus (Neoplesius) panda
  - Soort Carabus (Neoplesius) paulusi
  - Soort Carabus (Neoplesius) piceophilus
  - Soort Carabus (Neoplesius) pseudomarkamensis
  - Soort Carabus (Neoplesius) puetzi
  - Soort Carabus (Neoplesius) sichuanicola
  - Soort Carabus (Neoplesius) sinotibeticola
  - Soort Carabus (Neoplesius) trachynodes
  - Soort Carabus (Neoplesius) tryznai
  - Soort Carabus (Neoplesius) tsogoensis
  - Soort Carabus (Neoplesius) wagae
  - Soort Carabus (Neoplesius) wrzecionkoianus
- Ondergeslacht Nesaeocarabus; Canarische Eilanden (Tenerife)
  - Soort Carabus (Nesaeocarabus) abbreviatus
  - Soort Carabus (Nesaeocarabus) coarctatus
  - Soort Carabus (Nesaeocarabus) faustus
  - Soort Carabus (Nesaeocarabus) gomerae
- Ondergeslacht Ohomopterus; Japan
  - Soort Carabus (Ohomopterus) albrechti
  - Soort Carabus (Ohomopterus) arrowianus
  - Soort Carabus (Ohomopterus) chugokuensis
  - Soort Carabus (Ohomopterus) daisen
  - Soort Carabus (Ohomopterus) dehaanii
  - Soort Carabus (Ohomopterus) esakii
  - Soort Carabus (Ohomopterus) insulicola
  - Soort Carabus (Ohomopterus) iwawakianus
  - Soort Carabus (Ohomopterus) japonicus
  - Soort Carabus (Ohomopterus) kimurai
  - Soort Carabus (Ohomopterus) lewisianus
  - Soort Carabus (Ohomopterus) maiyasanus
  - Soort Carabus (Ohomopterus) uenoi
  - Soort Carabus (Ohomopterus) yaconinus
  - Soort Carabus (Ohomopterus) yamato
- Ondergeslacht Ophiocarabus; China
  - Soort Carabus (Ophiocarabus) aeneolus
  - Soort Carabus (Ophiocarabus) arshanicus
  - Soort Carabus (Ophiocarabus) ballionis
  - Soort Carabus (Ophiocarabus) confinis
  - Soort Carabus (Ophiocarabus) ernsti
  - Soort Carabus (Ophiocarabus) imperfectus
  - Soort Carabus (Ophiocarabus) iteratus
  - Soort Carabus (Ophiocarabus) juldusanus
  - Soort Carabus (Ophiocarabus) kalabellus
  - Soort Carabus (Ophiocarabus) latiballioni
  - Soort Carabus (Ophiocarabus) politulus
  - Soort Carabus (Ophiocarabus) praecox
  - Soort Carabus (Ophiocarabus) regeli
  - Soort Carabus (Ophiocarabus) rufocuprescens
  - Soort Carabus (Ophiocarabus) successor
  - Soort Carabus (Ophiocarabus) tekesensis
  - Soort Carabus (Ophiocarabus) variabilis
- Ondergeslacht Oreocarabus; Grote delen van Europa
  - Soort Carabus (Oreocarabus) amplipennis
  - Soort Carabus (Oreocarabus) carinthiacus
  - Soort Carabus (Oreocarabus) ghiliani
  - Soort Carabus (Oreocarabus) guadarramus
  - Soort Carabus (Oreocarabus) hortensis
- Ondergeslacht Orinocarabus; Grote delen van zuidelijk en Midden-Europa
  - Soort Carabus (Orinocarabus) alpestris
  - Soort Carabus (Orinocarabus) bertolinii
  - Soort Carabus (Orinocarabus) castanopterus
  - Soort Carabus (Orinocarabus) concolor
  - Soort Carabus (Orinocarabus) fairmairei
  - Soort Carabus (Orinocarabus) pedemontanus
  - Soort Carabus (Orinocarabus) sylvestris
- Ondergeslacht Oxycarabus; Turkije
  - Soort Carabus (Oxycarabus) saphyrinus
- Ondergeslacht Pachycarabus; Georgië, Rusland, Turkije
  - Soort Carabus (Pachycarabus) imitator
  - Soort Carabus (Pachycarabus) koenigi
  - Soort Carabus (Pachycarabus) roseri
  - Soort Carabus (Pachycarabus) staehlini
  - Soort Carabus (Pachycarabus) swaneticus
- Ondergeslacht Pachystus; Grote delen van Europa
  - Soort Carabus (Pachystus) cavernosus
  - Soort Carabus (Pachystus) glabratus
  - Soort Carabus (Pachystus) graecus
  - Soort Carabus (Pachystus) hungaricus
  - Soort Carabus (Pachystus) pisidicus
  - Soort Carabus (Pachystus) tamsi
- Ondergeslacht Pagocarabus; China
  - Soort Carabus (Pagocarabus) crassesculptus
- Ondergeslacht Pantophyrtus; Kirgizstan,Oezbekistan
  - Soort Carabus (Pantophyrtus) alajensis
  - Soort Carabus (Pantophyrtus) brachypedilus
  - Soort Carabus (Pantophyrtus) debilis
  - Soort Carabus (Pantophyrtus) longipedatus
  - Soort Carabus (Pantophyrtus) turcomanorum
- Ondergeslacht Parhomopterus; China
  - Soort Carabus (Parhomopterus) angustus
  - Soort Carabus (Parhomopterus) billbergi
  - Soort Carabus (Parhomopterus) cartereti
  - Soort Carabus (Parhomopterus) manifestus
  - Soort Carabus (Parhomopterus) mianyangensis
  - Soort Carabus (Parhomopterus) namhaedoensis
  - Soort Carabus (Parhomopterus) nitididorsus
  - Soort Carabus (Parhomopterus) pawlowskianus
  - Soort Carabus (Parhomopterus) sternbergi
  - Soort Carabus (Parhomopterus) szeli
  - Soort Carabus (Parhomopterus) xiuyanensis
- Ondergeslacht Piocarabus; Azië
  - Soort Carabus (Piocarabus) vladimirskyi
- Ondergeslacht Platycarabus; Grote delen van Europa
  - Soort Carabus (Platycarabus) creutzeri
  - Soort Carabus (Platycarabus) cychroides
  - Soort Carabus (Platycarabus) depressus
  - Soort Carabus (Platycarabus) fabricii
  - Soort Carabus (Platycarabus) irregularis
- Ondergeslacht Procechenochilus; Rusland
  - Soort Carabus (Procechenochilus) adangensis
  - Soort Carabus (Procechenochilus) heydenianus
  - Soort Carabus (Procechenochilus) kokujewi
- Ondergeslacht Procerus; Zuidelijk Europa
  - Soort Carabus (Procerus) gigas
  - Soort Carabus (Procerus) scabrosus
  - Soort Carabus (Procerus) syriacus
- Ondergeslacht Procrustes; Grote delen van Europa
  - Soort Carabus (Procrustes) anatolicus
  - Soort Carabus (Procrustes) banoni
  - Soort Carabus (Procrustes) chevrolati
  - Soort Carabus (Procrustes) clypeatus
  - Soort Carabus (Procrustes) coriaceus
  - Soort Carabus (Procrustes) impressus
  - Soort Carabus (Procrustes) mulsantianus
  - Soort Carabus (Procrustes) payafa
  - Soort Carabus (Procrustes) piochardi
  - Soort Carabus (Procrustes) talyschensis
- Ondergeslacht Pseudocoptolabrus; China, Myanmar
  - Soort Carabus (Pseudocoptolabrus) armiger
  - Soort Carabus (Pseudocoptolabrus) branaungi
  - Soort Carabus (Pseudocoptolabrus) burmanensis
  - Soort Carabus (Pseudocoptolabrus) nosei
  - Soort Carabus (Pseudocoptolabrus) taliensis
  - Soort Carabus (Pseudocoptolabrus) watanabei
- Ondergeslacht Pseudocranion; China
  - Soort Carabus (Pseudocranion) aba
  - Soort Carabus (Pseudocranion) absonus
  - Soort Carabus (Pseudocranion) brachygnathus
  - Soort Carabus (Pseudocranion) flavigenua
  - Soort Carabus (Pseudocranion) fumigatus
  - Soort Carabus (Pseudocranion) gansuensis
  - Soort Carabus (Pseudocranion) gonggaicus
  - Soort Carabus (Pseudocranion) kitawakiellus
  - Soort Carabus (Pseudocranion) labrangicus
  - Soort Carabus (Pseudocranion) lazikouensis
  - Soort Carabus (Pseudocranion) meditabundus
  - Soort Carabus (Pseudocranion) pseudosackeni
  - Soort Carabus (Pseudocranion) sackeni
  - Soort Carabus (Pseudocranion) sackenioides
  - Soort Carabus (Pseudocranion) shuamaluko
  - Soort Carabus (Pseudocranion) sinicus
  - Soort Carabus (Pseudocranion) taibaishanicus
  - Soort Carabus (Pseudocranion) tibetanophilus
  - Soort Carabus (Pseudocranion) viatorum
  - Soort Carabus (Pseudocranion) wenxianicola
  - Soort Carabus (Pseudocranion) zhanglaensis
- Ondergeslacht Pseudotribax; Kirgizstan
  - Soort Carabus (Pseudotribax) ferghanicus
  - Soort Carabus (Pseudotribax) validus
- Ondergeslacht Qinlingocarabus; China
  - Soort Carabus (Qinlingocarabus) blumenthaliellus
  - Soort Carabus (Qinlingocarabus) kitawakianus
  - Soort Carabus (Qinlingocarabus) nanwutai
  - Soort Carabus (Qinlingocarabus) ohshimaianus
  - Soort Carabus (Qinlingocarabus) reitterianus
- Ondergeslacht Relictocarabus; Mongolië
  - Soort Carabus (Relictocarabus) meurguesianus
- Ondergeslacht Rhigocarabus; China
  - Soort Carabus (Rhigocarabus) batangicus
  - Soort Carabus (Rhigocarabus) boanoi
  - Soort Carabus (Rhigocarabus) broukpytlik
  - Soort Carabus (Rhigocarabus) buddaicus
  - Soort Carabus (Rhigocarabus) cateniger
  - Soort Carabus (Rhigocarabus) choui
  - Soort Carabus (Rhigocarabus) confucius
  - Soort Carabus (Rhigocarabus) dacatraianus
  - Soort Carabus (Rhigocarabus) fubianensis
  - Soort Carabus (Rhigocarabus) gentleman
  - Soort Carabus (Rhigocarabus) gigolo
  - Soort Carabus (Rhigocarabus) gigoloides
  - Soort Carabus (Rhigocarabus) gracilicollis
  - Soort Carabus (Rhigocarabus) handelmazzettii
  - Soort Carabus (Rhigocarabus) indigestus
  - Soort Carabus (Rhigocarabus) itzingeri
  - Soort Carabus (Rhigocarabus) jintangicus
  - Soort Carabus (Rhigocarabus) jiulongensis
  - Soort Carabus (Rhigocarabus) ladygini
  - Soort Carabus (Rhigocarabus) legrandianus
  - Soort Carabus (Rhigocarabus) maleki
  - Soort Carabus (Rhigocarabus) mifan
  - Soort Carabus (Rhigocarabus) morawitzianus
  - Soort Carabus (Rhigocarabus) pepek
  - Soort Carabus (Rhigocarabus) poeta
  - Soort Carabus (Rhigocarabus) propiorthais
  - Soort Carabus (Rhigocarabus) pseudopusio
  - Soort Carabus (Rhigocarabus) rhododendron
  - Soort Carabus (Rhigocarabus) roborowskii
  - Soort Carabus (Rhigocarabus) sehnali
  - Soort Carabus (Rhigocarabus) subindigestus
  - Soort Carabus (Rhigocarabus) thais
  - Soort Carabus (Rhigocarabus) turnai
  - Soort Carabus (Rhigocarabus) wengdaensis
  - Soort Carabus (Rhigocarabus) xiangchengicus
  - Soort Carabus (Rhigocarabus) xiei
- Ondergeslacht Rhipocarabus; Frankrijk, Italië
  - Soort Carabus (Rhipocarabus) alysidotus
- Ondergeslacht Scambocarabus; China en delen van Azië
  - Soort Carabus (Scambocarabus) auritus
  - Soort Carabus (Scambocarabus) kruberi
  - Soort Carabus (Scambocarabus) modestulus
  - Soort Carabus (Scambocarabus) sculptipennis
- Ondergeslacht Semnocarabus; China, Kirgizstan
  - Soort Carabus (Semnocarabus) bogdanowi
  - Soort Carabus (Semnocarabus) carbonicolor
  - Soort Carabus (Semnocarabus) cicatricosulus
  - Soort Carabus (Semnocarabus) erosus
  - Soort Carabus (Semnocarabus) minimus
  - Soort Carabus (Semnocarabus) regulus
  - Soort Carabus (Semnocarabus) rustemi
  - Soort Carabus (Semnocarabus) tekeliensis
  - Soort Carabus (Semnocarabus) transiliensis
- Ondergeslacht Shenocoptolabrus; China
  - Soort Carabus (Shenocoptolabrus) osawai
- Ondergeslacht Shunichiocarabus; China
  - Soort Carabus (Shunichiocarabus) uenoianus
- Ondergeslacht Sphodristocarabus; Turkije
  - Soort Carabus (Sphodristocarabus) adamsi
  - Soort Carabus (Sphodristocarabus) biroi
  - Soort Carabus (Sphodristocarabus) bohemani
  - Soort Carabus (Sphodristocarabus) coruhnehriensis
  - Soort Carabus (Sphodristocarabus) elegantulus
  - Soort Carabus (Sphodristocarabus) enigmaticus
  - Soort Carabus (Sphodristocarabus) georgia
  - Soort Carabus (Sphodristocarabus) giachinoi
  - Soort Carabus (Sphodristocarabus) gilnickii
  - Soort Carabus (Sphodristocarabus) heinzi
  - Soort Carabus (Sphodristocarabus) kurdicus
  - Soort Carabus (Sphodristocarabus) macrogonus
  - Soort Carabus (Sphodristocarabus) pavesii
  - Soort Carabus (Sphodristocarabus) scovitzi
  - Soort Carabus (Sphodristocarabus) tokatensis
  - Soort Carabus (Sphodristocarabus) varians
- Ondergeslacht Stephanocarabus; China
  - Soort Carabus (Stephanocarabus) fraterculoides
- Ondergeslacht Tachypus; Grote delen van Europa
  - Soort Carabus (Tachypus) auratus
  - Soort Carabus (Tachypus) cancellatus
  - Soort Carabus (Tachypus) vagans
- Ondergeslacht Tanaocarabus; Canada, Verenigde Staten, Mexico
  - Soort Carabus (Tanaocarabus) forreri
  - Soort Carabus (Tanaocarabus) hendrichsi
  - Soort Carabus (Tanaocarabus) sylvosus
- Ondergeslacht Teratocarabus; China
  - Soort Carabus (Teratocarabus) azrael
- Ondergeslacht Titanocarabus; China
  - Soort Carabus (Titanocarabus) sui
  - Soort Carabus (Titanocarabus) titanus
- Ondergeslacht Tmesicarabus; Frankrijk, Spanje
  - Soort Carabus (Tmesicarabus) cristoforii
- Ondergeslacht Tomocarabus; Grote delen van Europa
  - Soort Carabus (Tomocarabus) bessarabicus
  - Soort Carabus (Tomocarabus) convexus
  - Soort Carabus (Tomocarabus) decolor
  - Soort Carabus (Tomocarabus) marginalis
  - Soort Carabus (Tomocarabus) rumelicus
  - Soort Carabus (Tomocarabus) scabripennis
  - Soort Carabus (Tomocarabus) simardianus
- Ondergeslacht Trachycarabus; Oostelijk Europa tot Azië
  - Soort Carabus (Trachycarabus) besseri
  - Soort Carabus (Trachycarabus) coriaceipennis
  - Soort Carabus (Trachycarabus) estreicheri
  - Soort Carabus (Trachycarabus) latreillei
  - Soort Carabus (Trachycarabus) mandibularis
  - Soort Carabus (Trachycarabus) perrini
  - Soort Carabus (Trachycarabus) planarius
  - Soort Carabus (Trachycarabus) scabriusculus
  - Soort Carabus (Trachycarabus) sibiricus
- Ondergeslacht Tribax; Georgië, Rusland
  - Soort Carabus (Tribax) adelphus
  - Soort Carabus (Tribax) agnatus
  - Soort Carabus (Tribax) apschuanus
  - Soort Carabus (Tribax) balkaricus
  - Soort Carabus (Tribax) biebersteini
  - Soort Carabus (Tribax) certus
  - Soort Carabus (Tribax) circassicus
  - Soort Carabus (Tribax) curlettii
  - Soort Carabus (Tribax) edmundi
  - Soort Carabus (Tribax) kasbekianus
  - Soort Carabus (Tribax) kraatzi
  - Soort Carabus (Tribax) macropus
  - Soort Carabus (Tribax) merdeniki
  - Soort Carabus (Tribax) osseticus
  - Soort Carabus (Tribax) puschkini
  - Soort Carabus (Tribax) steveni
  - Soort Carabus (Tribax) titan
- Ondergeslacht Ulocarabus; Delen van Azië
  - Soort Carabus (Ulocarabus) stschurovskii
  - Soort Carabus (Ulocarabus) theanus